# Dysgonia defecta
Dysgonia defecta är en fjärilsart som beskrevs av Otto Staudinger 1923. Dysgonia defecta ingår i släktet Dysgonia och familjen nattflyn. Inga underarter finns listade i Catalogue of Life.